# Eberhard Fleischmann
Eberhard Fleischmann (* 1939 in Zittau) ist ein deutscher Übersetzungswissenschaftler.

## Leben
Fleischmann promovierte 1967 an der Universität Leipzig mit einer Schrift über die Übersetzung russischer Substandardismen ins Deutsche. Bis zu seiner Pensionierung im Jahr 2004 war er als Professor für Russische Übersetzungswissenschaft am Institut für Angewandte Linguistik und Translatologie der Universität Leipzig tätig.

## Wirken
Fleischmann zählt neben Gerd Wotjak zu den wichtigsten Vertretern der zweiten Generation der „Leipziger Schule“ der Übersetzungswissenschaft, die vor allem in den 1980er und 1990er Jahren entscheidend zur Weiterentwicklung der theoretischen Ansätze von Otto Kade, Gert Jäger und Albrecht Neubert beitrug. In seiner Forschung beschäftigte sich Fleischmann hauptsächlich mit der Kulturspezifik von (Fach-)Texten, mit Übersetzungsverfahren und -problemen und mit der Entwicklung des modernen Russisch. Außerdem setzte er sich als Erster mit der Parteilichkeit von Sprachmittlern in der DDR und deren Rolle im Kontext der damaligen politischen und gesellschaftlichen Verhältnisse auseinander.

### Übersetzungsverfahren
Fleischmann entwickelte eine Klassifikation der Übersetzungsverfahren, wobei er auch die entsprechende Literatur russischsprachiger Autoren in seine Überlegungen mit einbezog und dadurch für neue Denkanstöße in der deutschen Translatologie sorgte. Unter anderem beschrieb er das bis dahin wenig beachtete konversivische Übersetzungsverfahren und grenzte es gegenüber anderen Verfahren ab. Bei diesem Verfahren ändern sich durch die Wahl eines anderen Prädikats in der Zielsprache die semantischen und syntaktischen Rollen der damit verbundenen lexikalischen Einheiten, während der Sachverhalt gleich bleibt. Vereinfacht ausgedrückt, ändert sich bei diesem Übersetzungsverfahren die Perspektive, aus der der Sachverhalt betrachtet wird.

### Kulturspezifik
Vor allem Fleischmanns Arbeiten zu Kulturspezifik und kulturellen Kompetenzen des Translators sind sehr umfangreich. So entwickelte er beispielsweise eine auf dem „Wirklichkeitsbezug“ beruhende, translationsrelevante Texttypologie, wobei Texte nach den zum Verständnis benötigten kognitiven Ressourcen differenziert werden. In diesem Zusammenhang beschreibt Fleischmann am Beispiel von Solschenizyns Werk „Russland im Absturz“ den „kulturgemeinschaftsspezifischen Text“, der durch eine „kulturgemeinschaftsspezifische Wirklichkeit“ geprägt ist und für dessen Verständnis und Übersetzung besondere kulturelle Kompetenzen notwendig sind. Davon abgesehen setzt er sich in verschiedenen Beiträgen intensiv mit der Kulturspezifik von Fachtexten auseinander. Insbesondere ruft er auch zur Vermittlung kulturellen und landeskundlichen Wissens in der Übersetzer- und Dolmetscherausbildung auf.

## Publikationen (Auswahl)
- Zum Problem der Übersetzungsverfahren und ihrer Klassifizierung. In: Fremdsprachen. 31, Verlag Enzyklopädie, Leipzig 1987, S. 231–235.
- Bedeutungsverändernde Übersetzungsverfahren. In: Werner Bahner, Joachim Schildt, Dieter Viehweger (Hrsg.): Proceedings of the Fourteenth International Congress of Linguists. Akademie-Verlag, 1990, S. 2546–2548.
- Interkulturelle Probleme beim Übersetzen von Fachtexten. In: Erwin Ambos, Irene Werner (Hrsg.): Interkulturelle Dimensionen der Fachsprachenkompetenz. AKS-Verlag, Bochum 1996, S. 153–164.
- Die Translation aus der Sicht der Kultur. Kulturelle Modelle der Translation. In: Alberto Gil u. a. (Hrsg.): Modelle der Translation: Grundlagen für Methodik, Bewertung, Computermodellierung. Frankfurt am Main 1999, S. 59–78.
- Zum Problem der Kulturspezifik in der fachlichen Kommunikation. In: O. Rösch (Hrsg.): Interkulturelle Kommunikation mit polnischen Partnern in Wirtschaft und Wissenschaft. Verlag News & Media, Berlin 1999, S. 135–154.
- Probleme der Kulturspezifik in der fachlichen Kommunikation. Produktlokalisierung und die Translation instruktiver Texte. In: Das Wort. Germanistisches Jahrbuch 1999. DAAD, Bonn 2000, S. 41–65.
- Zum Begriff der translatorischen Kulturkompetenz und dem Problem ihrer Vermittlung. In: Eberhard Fleischmann, Peter A. Schmitt, Gerd Wotjak (Hrsg.): Translationskompetenz. Stauffenburg-Verlag, Tübingen 2004, S. 323–342.
- Ein Rückblick: Durch Parteilichkeit zu den Höhen der Übersetzungskunst Lebende Sprachen Vol. 52 (3), de Gruyter 2007, S. 98–101.
- Postsowjetisches Russisch: Eine Studie unter translatorischem Aspekt. (= Leipziger Studien zur angewandten Linguistik und Translatologie. 3). Frankfurt, Peter Lang 2007, ISBN 978-3-631-56467-7.
- Das Phänomen Putin. Der sprachliche Hintergrund. Leipziger Universitätsverlag, 2010.

## Herausgeberschaften
- mit Wladimir Kutz und Peter A. Schmitt: Translationsdidaktik: Grundfragen der Übersetzungswissenschaft. Narr, Tübingen 1997.
- mit Peter A. Schmitt und Gerd Wotjak: Translationskompetenz: Tagungsberichte der LICTRA 4. - 6. Oktober 2001. (= Studien zur Translation. 14). Stauffenburg-Verlag, Tübingen 2004.